# Addtech
Addtech er en svensk ingeniørvirksomhed. Den består af 140 datterselskaber, som sælger højteknologiske produkter og løsninger til især kunder indenfor industri og infrastruktur. Koncernen har en årlig omsætning på 11 mia. svenske kroner. Addtech blev etableret som Bergman & Beving i 1906 og blev børsnoteret i 1976. Tyngdpunkten for Addtechs forretninger er Norden, men det er en multinational koncern, der driver forretning i alle dele af verden. Addtechs forretningområder kan indeles i fem: Automation, Elektrificering, Energi, Industriløsninger og Procesteknologi.  